# Edyr Augusto
Pour les articles homonymes, voir Augusto.
Œuvres principales
- Belém
- Moscow
- Nid de vipères
- Pssica

Edyr Augusto, né en 1954 à Belém, dans la région Pará au Brésil, est un journaliste, dramaturge, poète et romancier brésilien, auteur de roman policier.

## Œuvre

### Romans
- Belém, Asphalte, coll. « Fictions Asphalte », 2013 ((pt-BR) Os éguas, 1998), trad. Diniz Galhos, 251 p.  (ISBN 978-2-918767-37-4)
- Moscow[1], Asphalte, coll. « Fictions Asphalte », 2014 ((pt-BR) Moscow : romance, 2001), trad. Diniz Galhos, 107 p.  (ISBN 978-2-918767-36-7)
- Nid de vipères[2], Asphalte, coll. « Fictions Asphalte », 2015 ((pt-BR) Casa de caba, 2004), trad. Diniz Galhos, 151 p.  (ISBN 978-2-918767-51-0)
- (pt-BR) Um sol para cada um, 2008
- (pt-BR) Selva concreta, 2012
- Pssica, Asphalte, coll. « Fictions Asphalte », 2017 ((pt-BR) Pssica, 2015), trad. Diniz Galhos, 160 p.  (ISBN 978-2-918767-67-1)
- Casino Amazonie, Asphalte, coll. « Fictions Asphalte », 2021 ((pt-BR) Belhell, 2020), trad. Diniz Galhos, 208 p.  (ISBN 978-2-36533-102-9)

### Poésie
- (pt-BR) Surfando na multidão, 1992

### Théâtre
- O teatro de Edyr Augusto (1998-2006)